# Presumpscot
Le Presumpscot est un fleuve situé dans le Comté de Cumberland, dans l'État du Maine, aux États-Unis. Il prend sa source dans le lac Sebago dont il est l'exutoire principal et coule sur 41,5 km jusqu'à son embouchure dans l'océan Atlantique par la baie de Casco. Le fleuve fourni un corridor de transport avec une énergie hydraulique constante pour le développement industriel de la ville de Westbrook et du village de South Windham.

## Cours
Le fleuve traverse les communautés de Standish, Windham, Gorham, Westbrook, Portland et Falmouth avant de se jeter dans la baie de Casco à Falmouth. Le fleuve est enjambé par la Maine State Route 35 entre Standish et Windham, près de North Windham, par la route North Gorham à Windham Center entre Gorham et Windham, par la Maine Central Railroad Mountain Division entre North Windham et South Windham, et par l'US Route 202 à South Windham. Le fleuve est à nouveau traversé par la Maine Central Mountain Division à Westbrook et par l'U.S. Route 302 à Riverton entre Westbrook et Portland. À Falmouth, le fleuve est enjambé par l'ancienne Interstate 495 (maintenant la route 295); les Maine State Route 9, 26 et 100, l'Interstate 95, la Maine Central Railroad, l'Interstate 295 du Maine, le Grand Tronc Railway et l'U.S. Route 1.

## Sources
Le bassin versant du lac Sebago comprend la rivière Crooked drainant l'étang Songo au sud de Bethel et la rivière Bear de Waterford à Long Lake. Le bassin se situe entre le bassin de drainage de la rivière Saco à l'ouest et le bassin de drainage de la rivière Androscoggin au nord et à l'est. En plus du lac Sebago étant sa principale source, le fleuve possède quatre affluents importants qui sont la Pleasant River, la Little River, le Mill Brook et la Piscataqua River. Une branche est de la Piscataqua river coule séparément dans le cours principal de Presumpscot. Le bassin de drainage de la rivière Presumpscot au sud du lac Sebago se situe entre le bassin de drainage de la Royal River à l'est et les bassins de drainage de la rivière Saco et de la Stroudwater River à l'ouest et au sud, respectivement.
Le lac Little Sebago se drainait initialement vers l'ouest dans le lac Sebago par Boody Meadow et Outlet Brook. Un exutoire artificiel a été construit à travers une moraine à l'extrémité sud du lac Little Sebago pour dérivation d'énergie hydraulique au début du XIXe siècle vers la rivière Pleasant via Ditch Brook. Le 4 juin 1814, la dérivation s'agrandit à cause de l'érosion alors que le niveau du lac baissait 50 pieds (15,24 m) en quelques heures, drainant de grandes quantités d'eau dans la rivière Pleasant. L'inondation qui en a résulté a emporté deux moulins et six ponts le long des rivières Pleasant et Presumpscot jusqu'au niveau de South Windham. La cicatrice de l'érosion est aujourd'hui visible depuis la Maine State Route 115. Le niveau du lac Little Sebago a été partiellement restauré par la construction d'un barrage qui s'est rompu avec des dommages similaires en aval le 7 mai 1861, et a ensuite été reconstruit.

## Premier développement industriel
Des scieries ont été construites sur le fleuve dans les années 1660. La première papeterie du Maine a été construite sur le fleuve à Falmouth en 1731 par le général Samuel Waldo.

## Canal
Le fleuve était un des premiers couloirs de transport entre la baie de Casco et le lac Sebago. Une série de barrages et d'écluses a été achevée en 1830 formant le Canal Cumberland et Oxford. Le canal a fonctionné jusqu'à son remplacement par le chemin de fer de Portland et Ogdensburg en 1870. Le système d'écluses du canal permet de contrôler l'élévation du niveau d'eau du lac Sebago et sert de réservoir pour les moulins à eau le long du cours d'eau. La papeterie SD Warren à Westbrook été en rivalité avec l'Oriental Powder Company à Gorham et Windham pour contrôler le débit d'eau après que le canal est cessé de fonctionner. La papeterie a exercé le contrôle pendant plus d'un demi-siècle après la fermeture de l'usine de poudre à canon en 1905.

## Barrages
Il y a sept barrages qui entravent le débit du fleuve, dont certains produisent de l'énergie hydroélectrique. Ces barrages sont le barrage Eel Weir, le barrage North Gorham, le barrage Dundee, le barrage Gambo, le barrage Little Falls, le barrage Mallison et le barrage Cumberland Mills. La destruction du barrage de Saccarappa a commencé en 2019. Depuis la suppression du barrage de Smelt Hill à Falmouth en 2002, les 7 milles (11,265408 km) du fleuve après le barrage de Cumberland Mills s'écoulent maintenant sans entrave vers l'océan.

## Conservation
La Presumpscot River Preserve est une réserve naturelle de 19 hectares, située à North Deering le long du cours d'eau. Il a été acheté et préservé en 2001 par le programme Land for Maine's Future ainsi que par la City Land Bank Commission et Portland Trails.
En août 2014, Portland Trails a préservé 8 hectares de terrain dans l'estuaire du Presumpscot à Falmouth autour de Mile Pond.